# Janus Gebhard

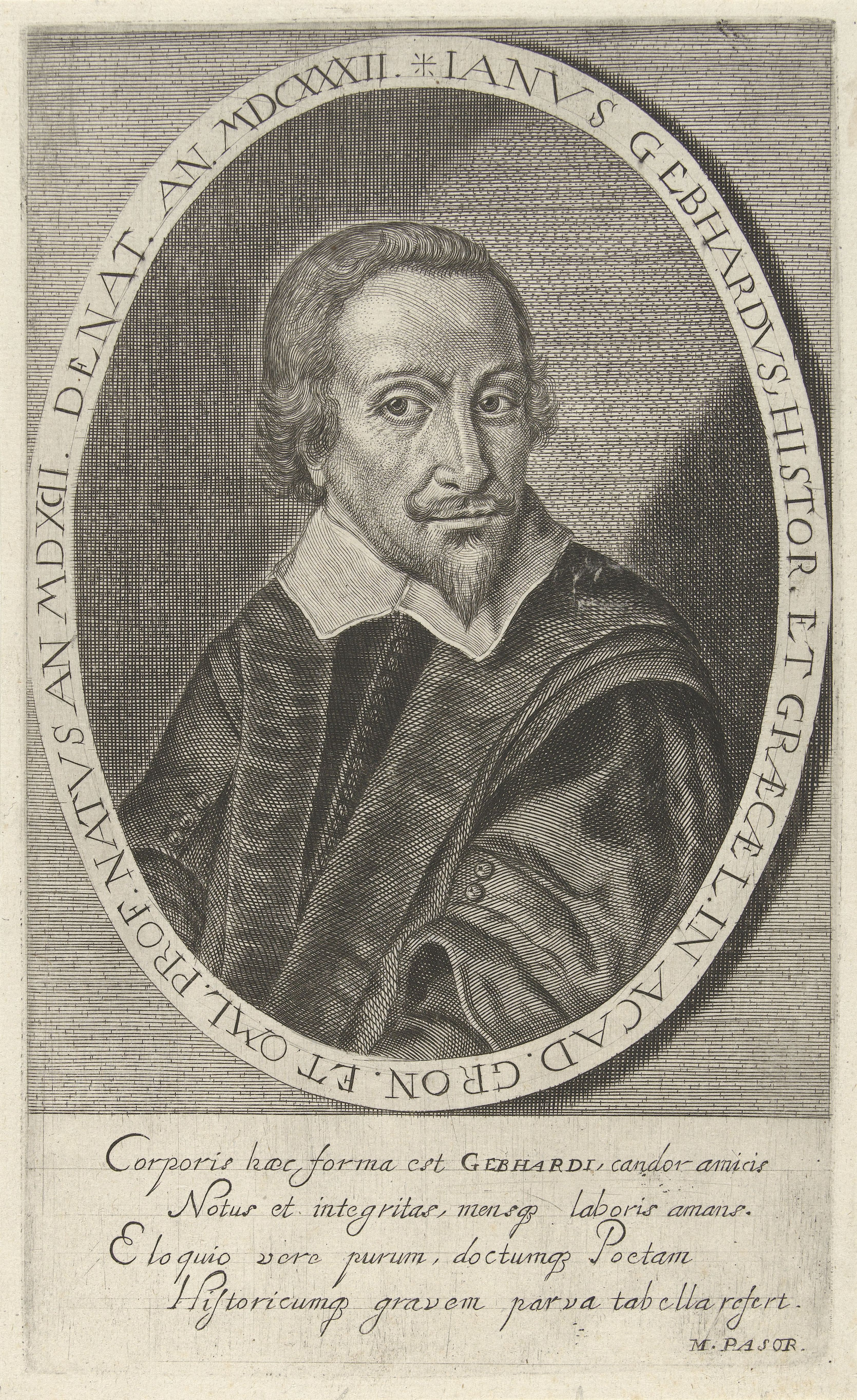
Porträt von 1654

Janus Gebhard oder Johann Jacob Gebhard (auch Jan Gebhard oder Jacob Gebhard; * 8. Februar 1592 in Schwarzhofen; † 3. Oktober 1632 in Groningen) war ein deutscher Klassischer Philologe und Hochschullehrer. 

## Leben
Gebhard war Sohn des Pfarrers Johann Gebhard. Er besuchte ab 1605 die Schule in Amberg. Ab 1612 studierte er unter anderem Sprachen und Geschichte an der Universität Heidelberg. 1620/1621 vertrat er kurzzeitig seinen Lehrer Jan Gruter als Leiter der Universitätsbibliothek Heidelberg. 1621 verließ er die Stadt, wurde 1621 Professor der lateinischen Sprache an der Universität Marburg. Er blieb dort allerdings nur wenige Zeit. Seine Flucht vor den kriegerischen Zuständen führte ihn 1622 nach Rostock und 1625 nach Uppsala. Der Versuch dort eine Professur zu erlangen scheiterte allerdings.
Gebhard kehrte zurück nach Rostock. Dort hielt er als Privatdozent Vorlesungen über römische Historiker. Diese fanden gute Aufnahme, sodass er 1627 die Professur der Eloquenz an der Universität Rostock übertragen bekommen sollte. Sein Streit mit den lutherischen Theologen verhinderte aber, dass er das Amt tatsächlich ausführen konnte. Nachdem sein Lehrer Jan Gruter starb, bevor er den Ruf als Nachfolger von Ubbo Emmius an der Universität Groningen annehmen konnte, wurde 1628 Gebhard die Professur der griechischen Sprache und Geschichte übertragen. Er konnte das Amt nur kurze Zeit ausüben. Bereits 1632 starb er an der Cholera.

## Werke (Auswahl)
- Crepundia seu iuvenilium curarum: libri tres, Aubry, Hannover 1615.
- Antiquarum Lectionum Libri duo: quis Ennius, Varro, Cicero, Liuius, Cato, Plautus, Ouidius, Herborn 1618.
- Exsilia sive Carmina in exsilio scriptorum: libri duo, Jansson, Amsterdam 1628.